# Atomic Records
La Atomic Records fu un'etichetta discografica indipendente con sede a Hollywood, in California, fondata nel 1945 dal trombonista Lyle Griffin. Ebbe come artisti registrati alcuni nomi come Slim Gaillard, Barney Kessel e lo stesso fondatore. Nel 1947 Griffin vendette la Atomic ad A. W. Lungren, che diventò il nuovo dirigente, e il trombonista lasciò l'etichetta. La Atomic chiuse nel 1955.

## Artisti musicali registrati
- Buzz Adlam & His Orchestra
- David Allyn
- The Baker Boys
- Chuck Cabot & His Orchestra
- Hugh Cameron
- Miss Danna
- Frank Davenport Quintette
- Esquire's All American New Star Winners
- Slim Gaillard Quartette
- Lyle Griffin Orchestra
- Mel Griggs & His Sons of the Saddle (released on Atomic's Western Series)
- Cee Pee Johnson, His Tom-Toms & His Orchestra
- Betty Hall Jones & Her Rhythm (released on Atomic's Rhythm Series)
- Barney Kessel's All Stars
- Ray Linn's Hollywood Swing Stars
- Dodo Marmarosa Trio
- Candy Morgan
- The Satellites w/Jack LaSalle
- Lucky Thompson